# 管花杜鹃
管花杜鹃（学名：Rhododendron keysii）为杜鹃花科杜鹃花属下的一个种。

## 扩展阅读
維基物種上的相關：管花杜鹃